# ألان بيريس
ألان بيريس هو لاعب كرة قدم برازيلي في مركز الدفاع، ولد في 4 يناير 1993 في ريو دي جانيرو في البرازيل. لعب مع نادي مادوريرا.

## وصلات خارجية
- ألان بيريس على موقع قاعدة بيانات كرة القدم.إي يو (الإنجليزية)
- ألان بيريس على موقع قاعدة بيانات كرة القدم.إي يو (الإنجليزية)
- ألان بيريس على موقع Soccerway.com (الإنجليزية)